# 軍隊

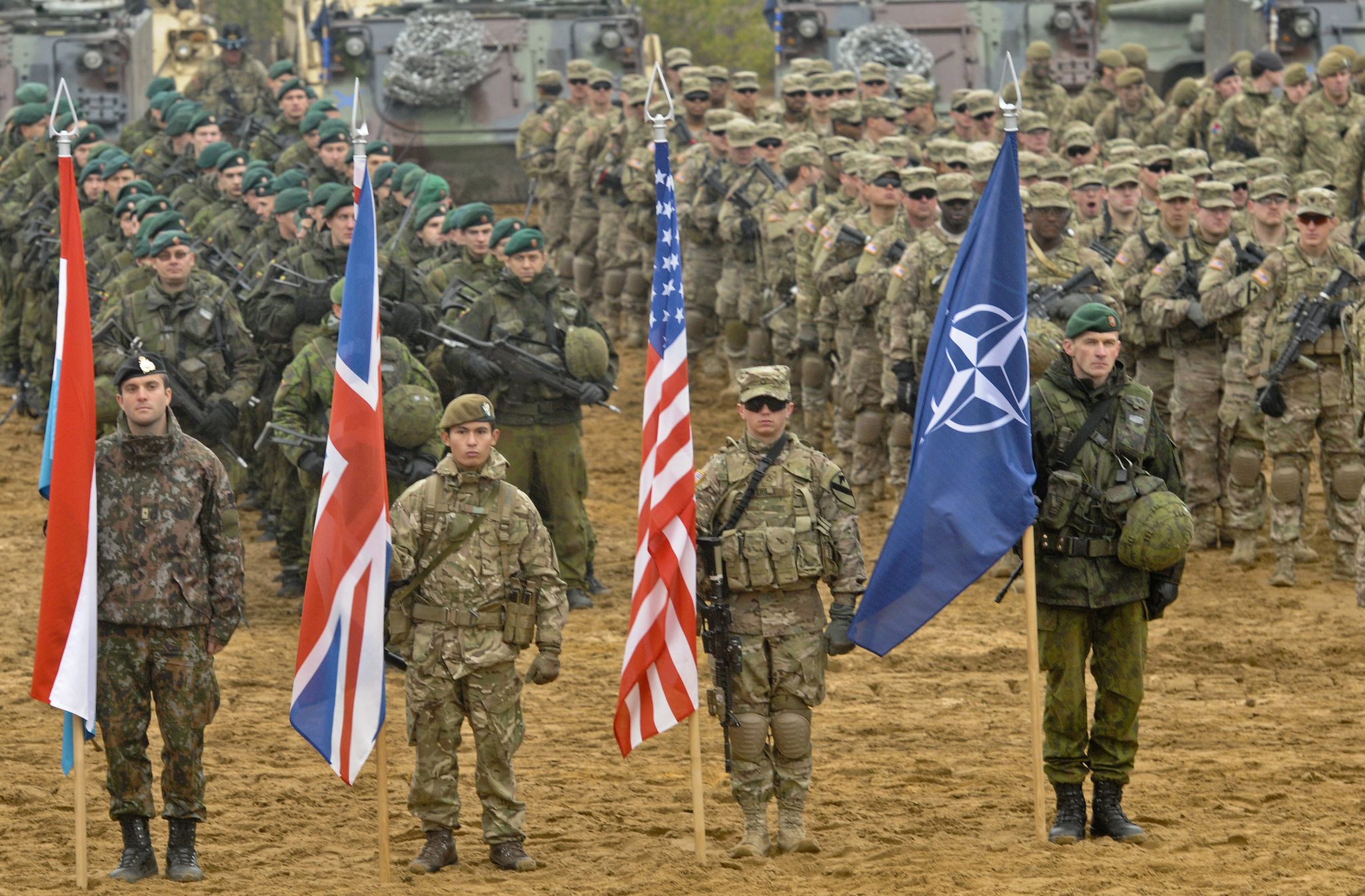
2014年11月、リトアニア パブラーデでのNATO軍事式典

軍隊（ぐんたい、英: military force）は、兵器およびそれを扱う兵士からなる、戦闘力を備えた軍人の集団。広義には軍事組織であり、狭義には後述する戦時国際法で定められたそれである。警察と並ぶ国家の実力装置であり、主に敵への対処を目的としているが、非常時の治安維持も目的のひとつである。

## 概説
現代において、軍隊は侵略または防衛を遂行する権限と能力を持ち、軍事力及び警察力の一部の行使機関であり、主権国家の象徴でもある。戦時国際法においては、戦時において一定の人道的な制約の下で作戦行動により敵を直接的に加害する権限を持ち、敵の指揮下に入ればその成員は捕虜として扱われる権利がある。
軍隊は概ね軍事法制によって建設、保持されており、その制度を「軍制」、行政を「軍事行政」、作戦を「軍令」と呼ぶが、その内容は国によって異なる場合がある。軍隊の具体的な役割は自国の安全保障、国内の治安維持、軍事力による外交支援、軍事外交などがある（→ 軍隊の機能、さらに詳細は別項の「軍事力」）。人間は古来から武装集団を一時的に組織してきたが、それが時代と共に恒常的な専門家による組織として成長していき、主要な国家機関として確立された（→軍隊の歴史、職業軍人）。
現代における軍隊は従来のような戦争だけではなく、対麻薬作戦、平和維持活動、対テロ作戦、情報活動、国民教育、学術研究、技術開発、などの幅広い活動を行っている。

## 定義
文脈や前提条件、定義しようとしている者の視点や役割などによって、様々な定義がある。例えば以下のようなものがある。
- 武力紛争における国際法では、あらゆる人が「文民」または「戦闘員」のいずれか一方に分類される。

そしてハーグ陸戦条約中における交戦者によれば、
第一章　交戦者の資格
戦争の法規および権利義務は、単に正規軍だけでなく、下記の条件を満たす民兵や義勇兵団にも適用する。
一　　上官として責任者がいること
二　　遠くからでも判り易い特殊徽章をつけること
三　　武器を隠さず携帯すること
四　　行動する際は戦争の法規と慣例を遵守すること
民兵や義勇兵団を軍の全部または一部とする国においては、これも正規軍と称することができる。
とされる。
- 1978年12月7日に発効した ジュネーヴ諸条約第一追加議定書第43条によれば、「軍隊とは「部下の行動について当該紛争当事者に対して責任を負う司令部の下にある組織され及び武装したすべての兵力、集団及び部隊から成る」と定義されている。国際法上交戦権を有する存在で、責任ある指揮者の指揮のもと、遠方から識別しうる標識を有し、公然と武器を携行し、戦争法規を遵守するもの。正規の陸・海・空軍のほかにも、民兵、地方人民の蜂起したもの、商船が軍艦に変更したものまで含む[2][注釈 1]。

- ゲリラ等に関しては、交戦権を有しているかどうかが議論となることがあるので、交戦権を定義文に含める場合は、ゲリラが軍隊かどうかは議論となることがある。また、識別という点でも、軍隊か否か議論となることがある[3]。 定義文に「国家によって管理運営されている」といった表現が入る場合もある[注釈 2]。また、別の角度からとらえた極めて狭義の定義としては「学校、研究所、工作庁、官庁などを含まない部隊」などというものもある。

- 広辞苑では「一定の組織で編成されている、軍人の集団」としている。
- 陸、海、空の武装兵力[3]。

## 発達史
軍隊の形態は、その時代と国によって細部が異なるために一概には言えないが、ここでは西欧と日本における軍隊の発達史を概観する。

### 前近代の軍隊
原始社会においては、集落における男性が戦闘員の役割をも担っていたが、今日のような常備軍や職業軍ではなかった。古代において、人口の増加と共に国家体制が組織化または階級化されていき、それに従って軍隊組織の合理化が進んだ。古代ギリシャにおいては市民には兵役が課せられており、例えばスパルタにおいては、20歳から60歳の男性市民は軍事教練を受け、都市の防衛力の維持に努めていた。同時に古来より職業的な戦闘技術を習得した傭兵も登場しており、エジプト等の諸地域で活躍している。
中世には都市の発達と関連して自発的な市民軍の専門化と有給化が進んで傭兵とは異なる職業軍人が現れる。このような軍人は封建制の中で騎士階級として成長した。そのために騎士団やその装備を維持管理するだけの経済負担に耐えられるだけの地位にある貴族だけが軍人としての地位を独占した。しかし部隊を維持するための経済的な負担を最低限にすることも必要であったために、14世紀や15世紀には営利目的の傭兵団も活躍し、英仏百年戦争で兵士に賃金を俸給として支払うことがイギリスから始まって後、ヨーロッパで一般化していった。
中世の戦法は、騎兵が主体となった儀式的な一騎討ちであったが、13世紀の小銃の発明によって小銃を装備した歩兵が主体となった集団戦法が普及し、また射撃や築城についての専門的な技能を身に着けた職人を雇い入れて砲兵や工兵として組織することもこの頃に始まる。これらの変化はそれまで貴族が独占していた戦士階級を民衆にも広げ、軍隊の民衆化を促進することになった。

### 近代化の思想
近代に入ると軍隊はより効率的な組織運営が求められ、指揮官は貴族など身分によるものではなく専門教育を受けた士官が任命され、命令系統は上意下達により一本化されるようになった。
近代的な軍事制度の先駆者としては、『君主論』を執筆したマキャヴェリや三兵戦術の創始者でもあるグスタフ2世を挙げることができる。グスタフ2世は、それまで曖昧であった階級や編制を整理してスウェーデン軍の制度を大きく改革した。それまでの民間からの技術者を正式に兵員として組織して砲兵を兵科として創設し、現在でも広く用いられている大佐、中尉、軍曹等という軍隊における階級が整理され、4個中隊から成る大隊を基本的な戦闘単位とし、3個大隊から一個旅団を編制し、この旅団編制を恒常化した。旅団または連隊の指揮官は大佐、大隊は中佐、中隊は大尉、小隊長は中尉や少尉を充てて制度化し、ヨーロッパ諸国と近代的な軍隊の標準として受け入れられていった。
マキャヴェリは、それまで傭兵団に依存していたイタリアの軍事力を批判して、市民から構成される常備軍の必要性を主張し、彼の軍事力を重要視する現実主義の政治哲学と共に、この考え方は広くヨーロッパに普及した。また、軍事教練を段階的に実施して、部隊の錬度を高める教育法を論じた。

### 国民軍への変化
軍隊の組織が大きく変化した契機となった事件にフランス革命がある。フランス革命は貴族軍という従来の軍制を覆して国民軍に変化した。フランス革命の後に勃発したナポレオン戦争においてナポレオン1世は徴兵制によって膨大な兵力を集中的に運用する戦法でヨーロッパでの覇権を確立した。これは当時のジョミニやクラウゼヴィッツ等の軍事学者たちに大きな衝撃を与え、ナポレオンの戦史研究が進み、国民軍の必要が各国政府で認められ、徐々に広まっていった。軍人に求められる専門性が飛躍し、それまでの貴族軍人の制度は廃れ、専門知識や技能を身に着けた職業軍人が軍隊で台頭した。
国家制度の改革、徴兵制の普及、軍法や兵站制度の確立、兵器の大量生産体制の充足等によってヨーロッパ諸国の軍隊は近代化された国民軍に成長した。蒸気機関の開発によって軍艦の技術が高度化し、海軍の常備化も進む。そのために、20世紀における第一次世界大戦では、西欧諸国は長期に亘る大規模な戦闘を継続することが可能となり、続く第二次世界大戦では、戦場から離れた国民までも軍事産業に動員し、戦略爆撃や通商破壊作戦で住民や商船までもが攻撃されうるという、国家の総力を挙げた総力戦を戦うことが可能であった。

### 現代の軍隊
第一次世界大戦から使用されてきた航空機は、改良が重ねられて大きな軍事力の一角となったために、独立した空軍が創設され、さらに核兵器やミサイルなどの新しい軍事技術をも管理する組織になった。また旧来の軍隊が想定していた国家同士の大規模な戦闘ではなく、ゲリラ、テロ、コマンド部隊による攻撃などの新しい脅威に対抗することも求められている。主要国は技術の進展に合わせ、宇宙軍やサイバー部隊なども編成している。
民主国家では軍隊も予算に縛られており、兵器や技能などの「質」を高めることで人件費を減らす、分化された兵科の整理や陸海空を統合的に運用する統合軍などによりコンパクト化を進めている。

### 日本における発達史
奈良時代、645年の大化の改新で臣・連・伴造が組織され、7世紀には全国的に軍団として編制した。大宝律令、養老律令によって中央に兵部省、首都に五衛府、地方に軍団・鎮守府・防人を配備した。鎌倉時代、鎌倉幕府では全国の御家人を戦時に運用する体制を整えて元寇を戦った。国内が内戦状態に陥った戦国時代においては集団戦法が主流となっていたために軽装の歩兵である足軽が登場する。当時の小銃の技術や築城技術の発達、また、安土桃山時代に入り織田信長や豊臣秀吉が兵農分離や刀狩りを進め、江戸時代で徳川幕府の体制で社会的身分としての武士身分が確立された。
江戸幕府では大名、寄合、旗本、御家人が組織化されているが、大きな軍制の変化はない。しかし1853年のマシュー・ペリーの黒船来航に伴い西洋の知識が流入すると、フランス式の軍制が幕府軍に導入され始める。明治維新の後に軍制改革は特に活発化し、明治時代に大日本帝国陸軍および大日本帝国海軍（旧日本軍）を組織し常備軍の徴兵制度を推進する。廃藩置県で日本の軍事力を鎮台として編制するが、後にこれは洋式軍制の模倣をして師団として再編される。1873年には徴兵令を発令して国民皆兵を導入し、日清・日露戦争で軍備を増強した。
大正時代での第一次世界大戦で戦勝国の一員となり軍事大国として国際的地位をより確立させるが、昭和時代の第二次世界大戦後、全日本軍の無条件降伏を要求したポツダム宣言を受諾した日本の軍備は連合国軍最高司令官総司令部（GHQ/SCAP）の占領政策によって解体されたために不在であったが、朝鮮戦争を機に警察予備隊・海上警備隊が創設され、保安隊・警備隊を経て専守防衛を旨とする自衛隊（陸上自衛隊・海上自衛隊・航空自衛隊）が発足し、現在に至る。

## 原理

### 存在意義
軍隊は、政治の実行手段の一つである軍事を司る。軍隊を保有することで、他国からの急迫不正の侵害を抑止し、保有戦力に相応した外交関係が保障され、国内政情を安定化する働きをもつ。
カール・フォン・クラウゼヴィッツは『戦争論』において、戦争の本旨とは、武力による実力行使であり、戦争を行う機関である軍隊は国家間の武力衝突を制御する組織と述べている。またマックス・ウェーバーの、国家とはある領域での合法的な武力行使を独占する集団、として定義する考えの中にも、軍隊がこの合法的な武力の行使を担当する組織、という意味が含まれていることになる。これら思想に見られるように軍隊は物理的な強制・加害行為をなしうる執行機関であり、国家権力の主要な権力資源である。
このような軍隊の存在意義についての議論は、古く古代ギリシアにまで遡ることができる。古代ギリシアの哲学者プラトンは、国家の独立を維持するためには、国の自足性が重要だと考えており、外国に軍事力や経済力で依存することはその国と従属関係を結ぶことになると論じ、国家が独自的な軍事力を持つことの必要性を説いている。この考え方は、近世ヨーロッパのにも通じており、実際に中世都市国家フィレンツェでは、傭兵のみに国防を任せることによって（傭兵が給料目当てでわざと戦争を長引かせて）国力が衰退した。その末期に生まれた外交官ニッコロ・マキャヴェッリは、自国民から編制された常備軍のみが信頼に足る国防力と論じ、外国軍や傭兵に依存した国の惰弱さを論じている。

### 機能
軍隊の機能は、大きく分けて武力の執行と武力による抑止という二点が挙げられる。武力の執行は「敵」と設定された相手を直接的に加害行為することであり、これは軍隊という組織の基本的な存在意義でもある。この武力の執行の政治的な意義は、国家の目的達成に寄与することであり、侵略や防衛などの安全保障政策のために運用される。敵の撃滅は軍事的合理性の上で行われる限りは戦時国際法により認められるが、この場合の敵とはすなわち交戦者資格を持つ敵軍であり、民間人や民用物に対する加害行為は認められていない。第二に上記の能力が持つ可能性によって「敵」からの侵略などの軍事行動を抑止することである。この武力による抑止は古来より存在していたが、体系的に理解されたのは米国とソ連が核兵器を相互に配備した冷戦期であり、また国際関係において軍隊は国家の政治意思を反映したプレゼンスやパフォーマンスとしても機能している。以上のように物理的で具体的な暴力行為を行うこと、あるいはそれを行う潜在力があることにより対外的に抑止を行うことである（軍事力の項目も参照されたい）。

### 自己完結性
自己完結性とは、軍隊が食料・エネルギー（燃料・電源）・通信・移動などの生存、ひいては作戦行動の遂行に必要なインフラを自分たちで用意する能力である。
軍事施設には武器弾薬、発電施設や通信施設などが常に維持・保管されており、一定の自己完結性を維持している。これは戦争においてインフラが破壊された地域、また砂漠・山岳・荒野などのインフラが元々無い地域で作戦行動をすることもあることを想定しているためである。
インフラが破壊され、消防が活動できなくなる大規模災害において軍隊が有用な理由はここにある。さらに軍隊では部隊の構成員や物品が不足した場合を考慮し、その能力を代替できるように準備がなされている。これは殊に指揮系統の維持は統率上の観点からも最重要とされる。
自衛隊においては、超長波や衛星電波を利用した（既存の電話回線やインターネットに頼らない）通信システム、各基地・駐屯地における燃料の確保の他、
- 食料：戦闘糧食II型、野外炊具1号(改)
- 入浴：野外入浴セット2型
- 医療：野外手術システム、野外病院

等がある。有事における最前線はともかく、師団段列などではできるだけ平時に近い生活環境を用意することが士気の維持に不可欠であることを米軍の戦訓などから学んだためであるが、近年では災害派遣で民間人を優先して利用することが多い。

### 用兵能力
用兵とは作戦・戦闘を遂行するために戦力を運用することであり、軍隊の最も根本的な能力である。軍隊の持つ多様な能力も原則的にこの機能に寄与するためにある。戦力の運用は、個々の兵員の練成された体力と共に武器、爆発物、通信機器、戦術行動、緊急医療、築城などの戦闘技術が求められ、また部隊レベルでは作戦行動の連携を維持するための指揮統率、後方支援などを担当する基本的な能力が求められる。これらの総力が戦闘力となり、司令部の情報活動、戦略・戦術、意思決定が軍隊の作戦行動を実施させて作戦用兵の機能を果たす。この活動は陸海空で細部が異なっており、別個に高度な専門技能と知識が求められるために陸軍、海軍、空軍と並立している。

### 練兵能力
練兵とは、軍隊の構成員である兵員の育成であり、軍隊の重要な能力の一つである。軍隊の構成員も礼式など基本的な事項を別として、階級や部署によって役割が異なるために、別の教育訓練を受ける必要がある。例えば部隊の作戦に携わる士官には精神教育、戦術学教育、一般教養などが教育訓練される。軍隊の中でも現場に携わる下士官は、軍隊の骨格であり、精神教育、身体訓練、装備の取扱い、サバイバル技術などのより発展的な戦闘技術などが教育訓練される。また士官と下士官は共に兵とは異なって部下を統率するためにリーダーシップも教育される。兵卒はその精神教育、身体訓練、基本教練、装備の取扱い、射撃術、築城技術などの教育訓練を受ける。教育訓練は兵科によっても大きく異なる。

### 造兵能力
造兵とは、武器・兵器の研究・開発・生産であり、軍隊の主要な能力の一つである。この造兵の機能は一般的な科学技術と関連して軍事技術の水準を向上させ、兵員により優れた装備を提供する上で非常に重要である。特に海軍や空軍では戦力の兵器性能への依存度がより高く、兵器開発が戦力の質に決定的に影響しうる。その内容はさまざまであるが、例えば軍用車両に用いられる装甲技術は兵士の生存性に直結し、航空機に用いられる航空工学・材料工学などの研究、ミサイル技術や通信技術などは戦闘の行方そのものを左右しえる重大な要因である。特に近代以降は他国との技術開発の競争があり、軍事技術が陳腐化しないためにも継続的な研究開発が進められている。

## 類型
国家の軍隊を一般的類型化したものとして以下のようなものが考えられている。
| 類型方式                     | 類 |
| ---------------------------- | --- |
| 政治制度による類型           | - 君主制軍隊：君主制の国家における軍隊。 - 民主制軍隊：民主主義の国家における軍隊。 - 社会主義制軍隊：社会主義の国家における軍隊。 |
| 総司令官による類型           | - 国王軍：国王や皇帝の指揮統率の下にある軍隊。 - 政府軍：政府や議会の指揮統率の下にある軍隊。 - 政党軍：政党の指揮統率の下にある軍隊。 |
| 構成員の社会的階級による類型 | - 貴族軍：貴族階級が、特に幹部層を構成している軍隊。 - ブルジョワ軍：資本家に属する人々が、特に総司令部や幹部層を構成し、統制している軍隊。 - 国民軍：ブルジョワ軍に比べて市民に属する人々によって構成、統制している軍隊。 - 人民軍：ブルジョワ軍に対して人民（プロレタリアート）に属する人々によって構成・統制された軍隊。 |
| 部隊編制による類型           | - 傭兵軍：傭兵によって構成された軍隊。 - 義勇軍：義勇兵によって構成された軍隊。 - 徴兵軍：徴兵された人員によって構成された軍隊。 |
| 構成員の国籍による類型       | - 外人軍：外国人によって構成された軍隊。21世紀初頭においてはフランス外人部隊およびスペイン外人部隊の外人部隊が有名である。傭兵軍と同義語であることが多い。 - 国民軍：自国民によって構成された軍隊。 |
| 編制時期による類型           | - 常備軍：国家によって平時より、現役兵によって編制・維持されている軍隊。 - 予備軍：戦時になってから、予備兵によって編制される軍隊。 |
| 法的な正規性による類型       | - 正規軍：国家政府によって法的な正統性に基づいて編制・管理された軍隊。 - 不正規軍：国家政府の統制下になく、私人や私的な集団によって編制・管理された軍隊。軍閥・私設軍隊。 |
| 専門性による類型             | - 専門的職業軍：非常に高度な軍事的専門性を習得した職業軍人によって構成された軍隊。 - 一般的職業軍：一般的な軍事的専門性のみを取得した職業軍人によって構成された軍隊。 - アマチュア軍：軍事的な専門性を持たない非軍人によって構成された軍隊。                                                                                |
| 軍事戦略の目的による類型     | - 防衛軍（国防軍）：防勢的な軍事戦略を採っている国家の軍隊。 - 侵攻軍（政策軍）：攻勢的な軍事戦略をとっている国家の軍隊（公言はされない。世界一攻撃的と評されるイスラエル軍も、正式名は「国防軍」である）。 |
| 戦闘力の程度による類型       | - 軍隊（純軍隊） - 準軍隊（準軍事組織を参照） |

## 組織形態

### 軍政軍令
軍隊は、複数の部隊から成る組織体である。まず、その機能から軍政機関と軍令機関に大別できる。軍政機関とは軍事行政を管轄する機関であり、軍事力の維持に関する予算編成、軍需品の調達、部隊の編制等の業務を担当する。軍令機関とは軍事命令を管轄する機関であり、軍事力の運用に関する作戦指揮を行う。

### 文民統制
現代の軍隊は、しばしばその高度な専門性から政治とは切り離され、プロフェッショナルである職業軍人により組織されているが、軍事的行動は文民政治家によって統制されるという文民統制の体制に置かれていることが多い。本来その目的は近世まで続いてきた政治家（王や貴族）による軍隊の直接統制を廃止し、軍人と政治家を切り離すことで政治が軍事に過剰に干渉せず、軍人がより専門化を推し進める体制を整えることにあった。また、議会制民主主義の浸透により、軍隊が政治の動向とは無関係に行動することを監督する機能もでてきた。そのため今日、軍隊の指揮系統の最上部にあたる最高指揮官は、プロフェッショナルの政治家である国家元首や国防大臣・国防長官である場合が多い。

### 幕僚機関
幕僚機関とは、指揮官の指揮を専門的な立場から補佐する幕僚により構成される機関である。参謀機関は、最高指揮官から軍団、師団、連隊等の高級部隊の指揮官の下にも設置されており、幕僚長を中心に作戦幕僚、情報幕僚、兵站幕僚、人事幕僚、計画幕僚等の一般幕僚を中心として複数の幕僚から構成される合議制の組織である。作戦部隊 (Line) とは別の機関であり、指揮官の指揮下にのみ入っていて部隊の指揮権を持たない。ただし指揮官の決心を実行するために指揮官の代理者として部隊に命令を下す権限を持っている。参謀機関は戦時においては情報活動、戦術研究、作戦計画び立案などの活動を行い、指揮官の意思決定を補助する。19世紀に生まれたこの幕僚の制度は現代の軍隊では広く採用されている。

### 陸海空軍

#### 陸軍
陸軍は陸地を主要な活動領域とし、陸戦を遂行する。作戦を遂行する歩兵、砲兵、戦車、航空部隊や、戦闘支援・後方支援を行う通信、需品、衛生、化学、会計、音楽部隊などから構成され、部隊が配備される駐屯地を持つ。

#### 海軍
海軍は海洋を主要な活動領域とし、海戦を遂行する。巡洋艦、駆逐艦、フリゲート、潜水艦、掃海艇、補給艦などの艦船から構成される艦隊を持ち、それらが配備される港湾や基地を持つ。
空軍とは別に哨戒機や掃海ヘリコプターなど海洋作戦に投入される海軍航空隊を編成している国もあり、多くは艦隊隷下にある。さらに航空母艦による艦載航空隊を編成している国もある。
領土内に川や湖を有する内陸国の中には、河川軍と呼ばれる小規模な船舶部隊を組織していることもある。
領海が狭い国では沿岸警備隊のみを編成することもある。

#### 空軍
空軍は空域を主要な活動領域とし、航空作戦を遂行する。戦闘機、爆撃機、輸送機などから構成される航空部隊を持ち、それらが配備される基地を持つ。防空のための地対空ミサイルを運用する部隊は空軍が運用する国が多い。
陸海の航空部隊を空軍が担当する国と、各軍が独自の航空部隊を編成している国がある。
小国では独立せず陸軍の航空部隊となっていることもある。逆にソビエトなどでは空軍の他に防空任務に特化した「防空軍」が存在した。

#### 海兵隊
海兵隊は艦船や航空機により目的地に展開し上陸戦闘・水陸両用作戦・強襲作戦などを行う海上勤務の歩兵部隊である。陸海空と同様に独立している国もあるが、陸軍や海軍の部隊として編成している国が多い。

### 新たな軍種

#### 軍種の統合
陸海空それぞれの場所において作戦行動が可能な戦力を単一の指揮系統の下に有する統合部隊（統合軍）が登場している。また二国以上の軍隊で構成される部隊が連合部隊（連合軍）や、両者が併用された統連合部隊（軍）もある。
国によってその有無、規模、編制は異なる。米軍は地域別に統合軍を保有しており、世界規模の作戦行動を分担している。北大西洋条約機構軍や欧州連合軍は陸海空軍を統合し、さらに諸国の軍隊を連合した編制になっている。

#### 核兵器
ロシア（ロシア戦略ロケット軍）や中国（中国人民解放軍ロケット軍）では核兵器を搭載した大陸間弾道ミサイルの運用部隊を独立させている。

#### 宇宙軍
宇宙開発の発展により、軍事衛星の運用や衛星攻撃兵器による人工衛星の破壊、宇宙の監視、大陸間弾道ミサイルの早期警戒・迎撃を任務とする宇宙軍が現実化している。独立している国は少なく、多くの国では空軍を航空宇宙軍に改称したり、空軍や統合軍内の宇宙部隊が担当している。

#### サイバー軍
情報通信技術の発展により、現実世界ではなくサイバー空間での戦争行為が現実化したため、一部の国ではサイバー戦争を担当する部隊が創設されている。各軍で情報保全や通信に関わる部隊が担当している。アメリカ軍ではアメリカサイバー軍として独立（統合軍）させている。

### 軍学校
軍学校とは軍隊の下士官や幹部を養成するための各軍各種の学校、大学、幕僚学校等である。これは要員を補充するための補充学校と要員の技能を高めるための実施学校に大別され、軍種や兵科によって設置される。ただし統合幕僚大学では全ての軍種を統合した教育機関である。
軍学校の起源は17世紀に常備軍が創設されて将校の補充の必要が生まれたことにあるが、各国軍で軍学校の設置が本格化したのは18世紀後半からである。その教育内容は礼式、戦術と指揮、兵器の運用等であり、海軍ではさらに航海学等が加えられていた。20世紀には空軍の士官学校が設けられると科学技術の知識の必要性が見直され、第二次世界大戦後には一般的な教養科目も大幅に拡充された。また教育と共に研究を行っている場合も多い。専門的な研究を行う機関に研修生として派遣される場合もある。

### 情報機関
情報機関とは一連の情報活動を行っている機関であり、諜報機関とも呼ばれる。軍隊における情報機関は主に軍事情報に属する情報資料を収集しており、人的・物的な情報資料の収集、データベースの作成、情勢資料の分析、上層部への重要な情報の報告などを具体的な業務としている。情報機関は情報活動の領域を衛星写真や地理的な特徴についての情報を扱う部署、通信やレーダー等の電子的な情報を扱う部署、対外的に情報を保全する防諜を担当する部署、収集された情報資料を総合的に分析する部署などに分かれているが、情報機関の組織は国によって異なる。

### 特務機関
特務機関とは特殊な任務を実行する機関であり、情報機関のように諜報活動を行う場合もあれば、政治工作や破壊工作、宣撫工作などの隠密な活動を遂行する機関であり、一定の定められた任務を遂行する機関とは限らない。陸海空軍の特殊部隊も場合によってはこの特務機関に分類できる。高級将校が任務遂行の必要上独断で設立するなど、公式には存在せず、政府首脳も後日初めてその存在を知るような機関の場合もある。

### 兵站機関
兵站機関は後方支援業務を担当する機関であり、軍事作戦の遂行に必要となる物資の補給、輸送、管理を行う。兵站業務が確立されるまでは自給自足や現地調達で必要な物品を補給していたが、運用される部隊の大規模化が進み、今日では基地に物資を集積しておいて部隊に対しては定期的に補給する方式が採られている。そのために兵站機関は平時においては物資の管理、戦時においては兵站計画の立案、輸送の統制、補給施設の管理、交通路の確保、財務、広報などの幅広い後方支援活動を行う。

### 衛生機関
軍隊における衛生の意義とは、兵員の能力を医学的に維持向上させることによって軍隊の戦力の水準を保つことにある。居住環境、食品衛生、伝染病の予防などの防疫に関する助言や負傷者の治療、負傷の予防、さらにこれらに関連する衛生学、戦傷学、戦病学、軍陣防疫学、軍陣衛生学などの研究を行う。陸海空軍がそれぞれ独自に衛生機関を設置しているのは、行動領域が異なるために必要になる衛生上の機能も細部で異なるからである。これら衛生機関の最高責任者は通常では国防相か陸海空軍の長官であり、補助的な機関として医務局がしばしば設置される。構成員は軍医、技術者、看護師、衛生下士官、衛生兵などであり、軍医と看護婦は将校の地位に類する立場として認められている。

### 準軍事組織
陸海空軍とは別個に編制され、補助的な軍事作戦を遂行する部隊、または治安維持や超法規的活動を行う部隊を言う。準軍事組織として扱われる組織には国家憲兵、国境警備隊、沿岸警備隊（日本では海上保安庁）、民兵などがある。これらは有事の際には正規軍に編入される場合が多い。正規の部隊に編入されていない民兵や軍閥は正規の軍隊とは言わないが、一定の条件を満たせば国際法上の交戦者（戦闘員）として扱われる。

### 組織の多様性
軍隊の組織形態は、国や時代によって多種多様であり一概には言えない。イタリア、フランス、インドネシアなどでは、警察や消防を軍隊の軍種の一つ（国家憲兵など）としている。例えばフランスでは、消防は軍の管轄であり、フランス軍のパレードでは消防担当の軍人も小銃と消火斧を携帯して行進する。逆にロシア内務省に所属する国内軍の様に文民機関に軍事任務を遂行する組織がある場合もある。ただし、国内軍将兵は軍人資格者である。一党独裁制をとる中国や北朝鮮、絶対君主制であるサウジアラビアの軍隊は、国家の軍隊ではなく政党や君主の軍隊であるが、事実上の国軍とみなされている（軍種の区分については軍種を参照）。イランは国防軍とは別に、イラン革命後に作られたイラン革命防衛隊が存在する。一般的には、革命後のイスラム主義体制を防衛する軍隊と考えられている。またイギリスでは同じ国軍でも海軍が“国王の軍”なのに対し、陸軍は“国家の軍”を称する。

## 階級
軍隊という組織においては、その活動の成否が各個人の死に直結する緊急事態において行動する。その成功のために上部の意思が下部に迅速かつ的確に伝達され、それが実行されなければならず、組織的な合理性が追求されなくてはいけない。そのため、指揮系統の確保のために階級や指揮権というものが重要視されている。上下関係を明確にすることで、組織の意思決定、役割分担などの効率化を図っている。
軍隊の階級は一般に、士官、下士官、兵に大別され、士官は戦略的、作戦的な判断・決定を行い、下士官は現場指揮官として作戦的、戦術的な指揮をとる。兵は下士官に従って各々の役割を組織的に果たして任務を遂行する。さらに士官は将官、佐官、尉官に分かれ、さらにその内容も大佐、中佐、少佐のように三段階に構成されている。この階層構造は部隊の階層と関連してそれぞれの部隊に応じた指揮官に求められる階級がある。この制度はグスタフ2世により定められたものであり、現在でも用いられている。ただし細かい点については地域や時代により様々である。

## 軍法
軍法とは、軍隊の構成員を軍隊の司法機関が規制する特別な法である。軍法の法源は、基本的に議会の立法であるが、慣習法に基づいている場合もある。ただし、軍隊と無関係の犯罪を軍人が犯した場合は一般的な法廷で裁判を受けさせることは可能である。軍法の適用される範囲は、軍隊の構成員である軍人と軍属である場合が多く、さらに捕虜に対しても適用される。ただし、反逆罪のような罪で起訴された場合は、民間人でも軍事裁判で裁かれる国もある。
軍事犯罪に関しては、アメリカ軍の統一軍事裁判法では、任務の無断放棄、敵前逃亡、命令違反、敵前での許すべからざる行為など20種類が定義されている。殺人、強盗、強姦なども挙げられているが、専管でない。ただし軍事犯罪の定義は国によって異なっており、フランス軍やイギリス軍では純粋な軍事的な犯罪に限定しており、旧日本軍では軍人軍属の犯罪を全て軍事犯罪とまとめていた。軍事裁判が行われる法廷は軍法会議と呼ばれる。軍種別、部隊別に定められている場合が多く、アメリカ軍では略式軍法会議、特別軍法会議、一般軍法会議があり、それぞれに性格が異なる。軍事犯罪者を起訴するのは、その犯罪者が所属する部隊の長であり、事前に公正な調査が行われることと定められている。ただし、指揮官は、軍法会議によらず限定的な懲罰を部下に課す権限を持っており、この細部も国によって異なっている。

## 軍隊と政府
現代の軍制は概ね政治統制に基づいて国家元首の下に設置されているが、歴史的にはさまざま関係のあり方があった。政府指導者と軍隊指揮官が同一であった時代に始まり、その後に政府指導者と軍隊指揮官は軍事的な専門性の深化から分離されていった。そのために政府指導者による軍隊の統制という新しい必要性が生まれることとなった。アメリカの政治学者であるサミュエル・P・ハンティントンはこの文民統制を大きく政府指導者が軍隊の専門分野にまで強く介入する主観的文民統制と政府指導者が軍隊に専門分野に特化させて最低限の統制を保つ客観的文民統制に分けて論じた。またパールマターやファイナーは本来的に軍隊が政治へと介入しうる存在であることを軍隊の団体性や動機から説明している。軍隊と政府の関係は軍事と政治の関係であり、本質的には政治に軍事が従属するものであり、政府の意思を軍隊が代理して遂行する。しかしながら実際には政府は軍隊の軍事上の専門性を完全に理解することはできないために一方的な統制を行うことは出来ず、専門的な助言や判断を軍隊に対して要する。ここに政府と軍隊の関係がどうあるべきかについての問題がある。

## 軍隊と警察・消防
近代になるまで警察組織が存在しなかった国も多く、イギリスやフランスでも本格的な警察組織が出来たのは近代になってからであり、中世時代末期まで現代の警察が行っている治安維持は軍の重要な仕事であった。このため軍隊と警察は多くの点で特徴を共有している。その例は国家憲兵制度にもみられる。
警察は実力を以って法を執行し、その抑止的な能力によって秩序を維持する組織であり、その観点から軍隊と機能が一見類似している。しかしながら本質的には意義、権限、権限付与の単位、活動地域、基本的属性などが異なっている。警察の機能は国内法に基づいて犯罪の防止と法の執行を行い、部分的な治安維持を担うが、一方で軍隊の機能は国際政治において国家主権の象徴であり、必要時には武力を行使する組織である。軍隊は国防省などの管理のもと国家の自衛権を担う機関であり、警察は内務省の下におかれる行政機関である。
さらに警察は国内法により権限が与えられているが、軍隊に与えられている権限は国際法によるものであり、国際法の主権絶対の原則や主権平等の原則に基づいた原則的無制限の権限である。現代の戦時国際法による制約はあるものの、それらは無制限の原則に基づいた規則であって権限の原則を規定しているわけではない。権限付与の単位として、警察では一人の警察官にまで権限が付与されているが、軍隊の権限は部隊行動を前提としており、個人の兵士一人ひとりに付与された権限ではない。活動領域についても警察力の行使は国内に厳格に限定されているが、軍事力の行使が可能な領域は国内に限定されない。警察力が外国で行使された場合は国際法では主権侵害であり、軍事力であればそれは戦争である。またそもそも警察の身分は基本的に文民であり、軍人ではないために戦時国際法における軍人として扱われることはない。ただし警察組織も非常に国によって多様性があり、より重武装な威力警察や準軍事組織などがある。
現代でも総人口や国家機関の人員が少ない小国の場合には軍と警察の組織が明確に分離していないことも多い。例えば、総人口が約10万人に対して軍の総兵力が518人しかいないトンガ軍の場合などは軍人の過半数が普段は警察官としての業務を行っており、軍と警察の組織が明確に分離していない。
複数の行政機関を設置するだけの経済的、人的リソースの無い小国では消防・警察の業務を軍が代行することが多い。

## 軍隊と社会
軍隊と社会の関係は一般的に限定されたものとなりやすい。これは軍隊という組織がそもそも社会の内部で活動する組織ではないことや、軍隊そのものが平時の軍事活動の統率や防諜のために一つの閉鎖社会を形成していることなどによる。そのために軍隊と社会の関係が悪化すると軍隊への風当たりは強くなり、軍事費の縮小の機運が高まるなどの反応が起こる。このような場合には軍隊内部での綱紀粛正が重視される（一例として、自衛官の犯罪率は一貫して、日本の一般国民の一割程度を保っている）。これは上述の統率と言う観点からも必須である。また平時が続くと切迫した必要性の感覚が政治家や国民から失われるため、兵器開発や訓練、部隊維持のための費用が削減される傾向があり、場合によっては大規模な軍縮に繋がりうる。

## 日本の軍隊
歴史的には、7世紀末あるいは8世紀初めから11世紀までの古代日本では軍団と呼ばれる軍事組織が各地に設けられた。江戸時代末期には幕府陸軍や幕府海軍が設けられた。
明治時代になって設けられた大日本帝国陸海軍は、日清戦争、日露戦争、第一次世界大戦などで勝利を収めたが、第二次世界大戦での敗北に伴って解体された。
戦後、陸軍に代わる組織として設けられた警察予備隊は、保安庁の保安隊を経て現在の陸上自衛隊に、海軍に代わる組織として設けられた海上警備隊は、保安庁の警備隊を経て現在の海上自衛隊になっている。
日本政府は、現在の日本には日本国憲法第9条第2項に基づき「軍隊」は存在せず、その代わりの「防衛組織」である自衛隊があるとしている。自衛隊はそれぞれ他国の陸海空軍に相当する陸上自衛隊、海上自衛隊、航空自衛隊からなり、加えて自衛隊を管理・運営する防衛省が設置されている。
国外からは自衛隊が事実上の軍隊と見なされており、日本政府側でも中山太郎外務大臣の国会答弁において、「自衛隊は、憲法上必要最小限度を超える実力を保持し得ない等の厳しい制約を課せられております。通常の観念で考えられます軍隊ではありませんが、国際法上は軍隊として取り扱われておりまして、自衛官は軍隊の構成員に該当いたします」と述べるなど軍隊と見なされていることを認識している。海外メディアでは陸上自衛隊を Japanese Army（日本陸軍の意）、海上自衛隊を Japanese Navy（日本海軍の意）、航空自衛隊を Japanese Air Force（日本空軍の意）に相当する語で呼ぶことがある。また、自衛隊自身も対外的に「軍」を自称することがあり、実際に2018年（平成30年）に発生した韓国軍による日本の哨戒機への火器管制レーダー照射事案の際に、哨戒機側は「This is Japan Navy(こちらは日本海軍)」と発言している。
自衛隊（公式な英称は Self-Defence Force）という独自の呼称と建前は議論を呼び続けており、改称や改革論がたびたびなされる。改称の候補として自衛軍（英称は自衛隊と同じ）、防衛軍（Defence Force）、国防軍（National Defence Force）、国連待機部隊、国連待機軍などがある。

## 軍事ランキング

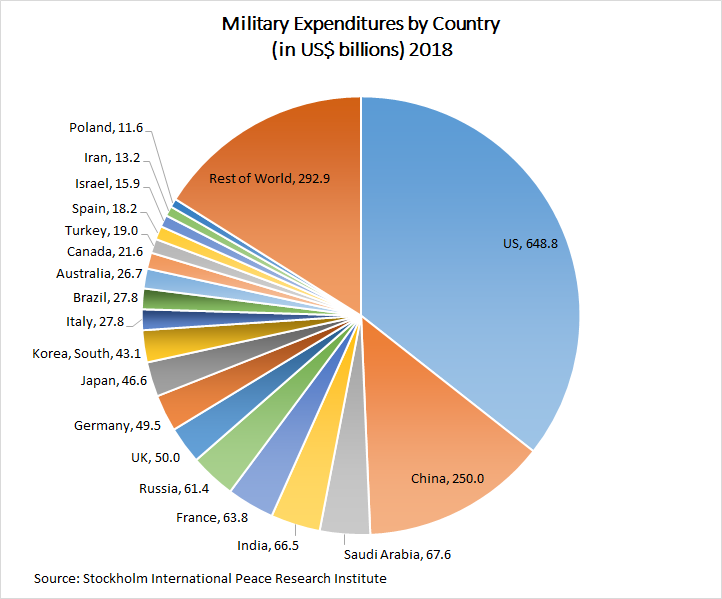
2018年の世界の軍事費を国別内訳を示す円グラフ（SIPRIによる）。数字の単位は10億米ドル

これは、クレディ・スイスによる各国の軍事力の総合ランキングである。日本は軍事費（防衛費）を対GDP比率1%に抑えながら第4位である。
| 軍事力の指標 | 軍事力の指標   | 軍事力の指標   | 軍事力の指標 | 軍事力の指標 | 軍事力の指標 | 軍事力の指標     | 軍事力の指標 | 軍事力の指標 | 軍事力の指標 |
| 総合ランキング | 国             | 最終軍事スコア | 現役軍人     | 戦車         | 軍用機       | 攻撃ヘリコプター | 航空母艦     | 潜水艦       |              |
| --- | -------------- | -------------- | ------------ | ------------ | ------------ | ---------------- | ------------ | ------------ | ------------ |
| 1 | アメリカ       | 0.94           | 0.90         | 0.86         | 0.95         | 0.95             | 0.95         | 0.95         |              |
| 2 | ロシア         | 0.80           | 0.81         | 0.95         | 0.90         | 0.90             | 0.52         | 0.86         |              |
| 3 | 中国           | 0.79           | 0.95         | 0.90         | 0.86         | 0.86             | 0.52         | 0.90         |              |
| 4 | 日本           | 0.72           | 0.38         | 0.38         | 0.76         | 0.81             | 0.76         | 0.81         |              |
| 5 | インド         | 0.69           | 0.86         | 0.81         | 0.81         | 0.19             | 0.76         | 0.76         |              |
| 6 | フランス       | 0.61           | 0.33         | 0.24         | 0.67         | 0.43             | 0.90         | 0.57         |              |
| 7 | 韓国           | 0.52           | 0.76         | 0.57         | 0.71         | 0.71             | 0.05         | 0.67         |              |
| 8 | イタリア       | 0.52           | 0.52         | 0.33         | 0.38         | 0.57             | 0.76         | 0.43         |              |
| 9 | イギリス       | 0.50           | 0.19         | 0.14         | 0.52         | 0.67             | 0.52         | 0.57         |              |
| 10 | トルコ         | 0.47           | 0.57         | 0.67         | 0.57         | 0.57             | 0.05         | 0.67         |              |
| 11 | パキスタン     | 0.41           | 0.71         | 0.62         | 0.48         | 0.48             | 0.05         | 0.52         |              |
| 12 | エジプト       | 0.34           | 0.62         | 0.76         | 0.62         | 0.38             | 0.05         | 0.14         |              |
| 13 | 台湾           | 0.32           | 0.43         | 0.52         | 0.43         | 0.76             | 0.05         | 0.14         |              |
| 14 | イスラエル     | 0.32           | 0.24         | 0.71         | 0.33         | 0.48             | 0.05         | 0.33         |              |
| 15 | オーストラリア | 0.30           | 0.05         | 0.05         | 0.10         | 0.24             | 0.52         | 0.43         |              |
| 16 | タイ           | 0.28           | 0.48         | 0.43         | 0.24         | 0.14             | 0.52         | 0.05         |              |
| 17 | ポーランド     | 0.23           | 0.14         | 0.48         | 0.19         | 0.29             | 0.05         | 0.33         |              |
| 18 | ドイツ         | 0.19           | 0.29         | 0.19         | 0.29         | 0.33             | 0.05         | 0.14         |              |
| 19 | インドネシア   | 0.12           | 0.67         | 0.29         | 0.05         | 0.10             | 0.05         | 0.10         |              |
| 20 | カナダ         | 0.10           | 0.10         | 0.10         | 0.14         | 0.05             | 0.05         | 0.14         |              |
| ランキングに考慮された6つの要因とその重みは次のとおりである。 - 現役軍人（5%） - 戦車（10%） - 攻撃ヘリコプター（15%） - 軍用機（20%） - 航空母艦 （25%） - 潜水艦（25%） |                |                |              |              |              |                  |              |              |              |
| |                |                |              |              |              |                  |              |              |              |
| Source: Figure 56, Page 41, Credit Suisse September 2015 |                |                |              |              |              |                  |              |              |              |

## 類義語
「軍隊」と意味が部分的に重なる類語がいくつかある。
- 「軍」は一つの軍隊全体を指す。また、軍隊の編制単位の一つ。
- 「軍団」は軍隊の編制単位の一つ。
- 「軍部」は政府・民間の文民機関の対義語として軍機関を指すのに用いられ、主に（政治的影響力を持つ）参謀や幕僚など高級将校団を指す。
- 「軍備」は装備や配備を指す。